# Chiswick Park (Metropolitano de Londres)
Chiswick Park é uma estação do Metropolitano de Londres no distrito de Acton Green em Chiswick, no Oeste de Londres. A estação é servida pela linha District e fica entre as estações Turnham Green e Acton Town. Ela está localizada na junção da Bollo Lane e da Acton Lane cerca de 150 m ao norte da Chiswick High Road (A315) e está na Zona 3 do Travelcard. A estação fica perto de Acton Green Common. A linha Piccadilly usa os trilhos internos, mas muitas vezes não para por aqui.

## História

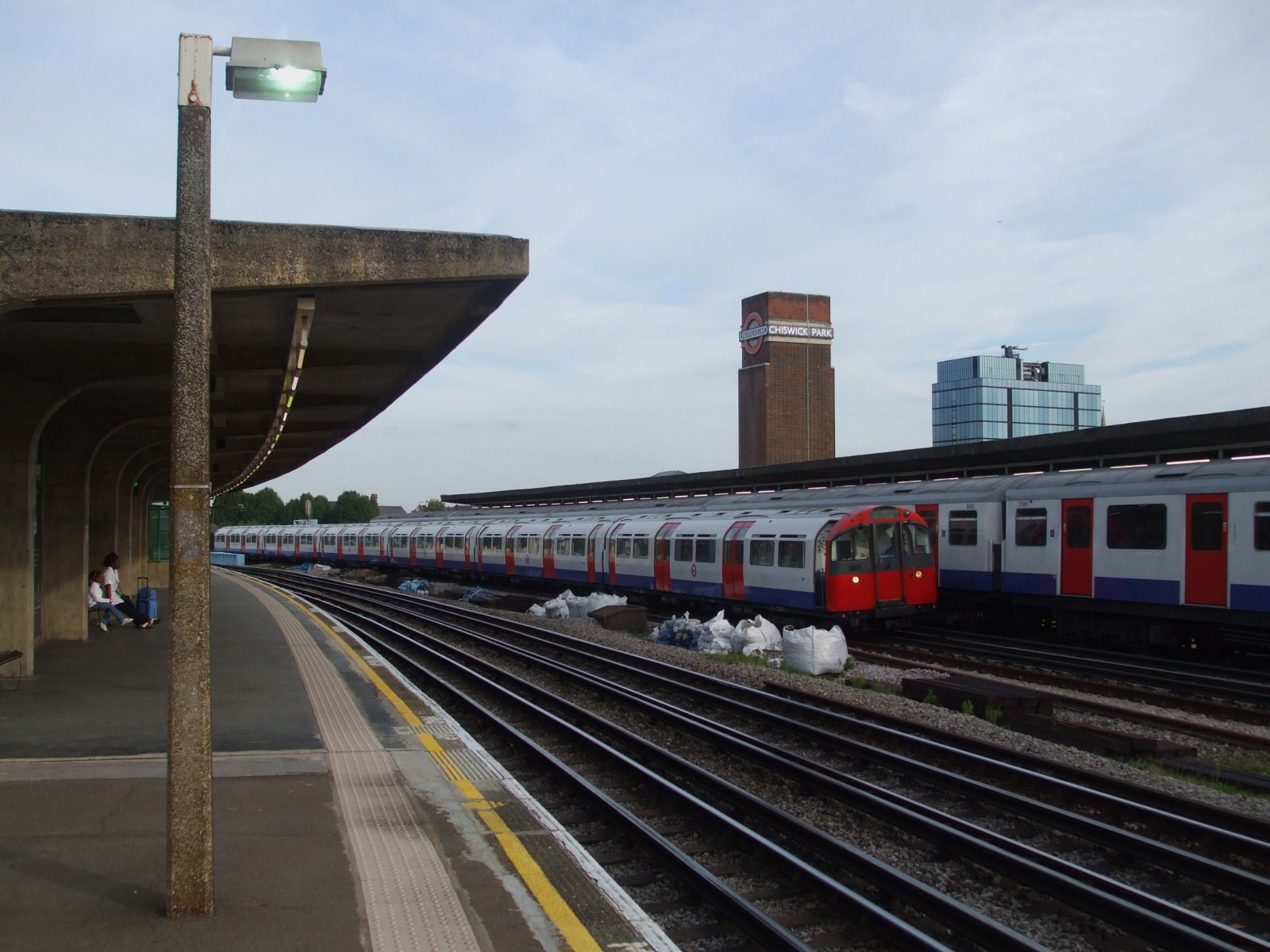
Um trem da linha Piccadilly no sentido oeste ultrapassa um trem da linha District com escala em Chiswick Park

A estação foi inaugurada em 1º de julho de 1879 pela District Railway (DR, agora a linha District) em sua extensão de Turnham Green a Ealing Broadway. A estação foi originalmente chamada de Acton Green em homenagem ao adjacente Acton Green Common a leste. Foi renomeado para Chiswick Park and Acton Green em março de 1887.
Após a eletrificação dos trilhos da DR ao norte de Acton Town em 1903, os serviços entre Acton Town e o centro de Londres foram eletrificados em 1º de julho de 1905. Em 1910, a estação recebeu seu nome atual.
Entre 1931 e 1932 a estação foi reconstruída, em preparação para a extensão oeste da linha Piccadilly de Hammersmith. Embora a linha Piccadilly nunca tenha servido a estação, seus trens circulam sem parar pela estação nos trilhos centrais, e a reconstrução foi necessária para permitir a adição de dois trilhos rápidos para esses serviços localizados entre os trilhos de parada da linha District.
A nova estação foi projetada por Charles Holden em estilo europeu moderno usando tijolo, concreto armado e vidro. O design de Holden foi inspirado na estação de metrô de Alfred Grenander, Krumme Lanke, em Berlim. Semelhante à estação em Arnos Grove que Holden projetou para a extensão leste da linha Piccadilly, a estação Chiswick Park apresenta uma alta bilheteria semicircular adjacente ao aterro que transporta os trilhos. Externamente, as paredes de tijolos da bilheteria são pontuadas com painéis de janelas de clerestório e a estrutura é encimada por uma cobertura de laje plana de concreto que confina com o dossel de concreto em balanço da plataforma oeste. Uma copa semelhante protege a plataforma leste acessada através do aterro. Para tornar a localização da estação visível da Chiswick High Road, a estação também recebeu uma torre quadrada de tijolos encimada pelo roundel UNDERGROUND e o nome da estação.
A estação é um edifício listado como Grau II desde 18 de fevereiro de 1987.

## Curiosidades
Imediatamente ao sul da entrada da estação, do outro lado do entroncamento rodoviário, os trilhos do ramal de Richmond da linha District cruzam sob a estrada e cerca de 100 m a leste da estação, o trilho leste cruza sob os quatro trilhos das linhas District e Piccadilly a caminho da estação Turnham Green.
A estação de Chiswick Park fica mais perto de Turnham Green (no lado sul da Chiswick High Road) do que a estação de mesmo nome.
A estação aparece na capa do EP Ave It Volume 1 de Caspa.
A estação está localizada no local da Batalha de Turnham Green (1642), durante a Primeira Guerra Civil Inglesa. As linhas realistas, voltadas para Londres, estendiam-se para o sul da estação até onde a Great West Road agora corre.